# 山下智之
山下 智之（やました ともゆき、1960年 ‐ ）は、パイロット、作家、文化研究所研究員、教官。
本名は　古倉義彦。

## 人物
40年以上使われていなかった、沖縄伊是名島の伊是名場外離着陸場に1973年以来初めて離着陸した。
その後、沖縄離島空港の全てに離着陸する。
琉球文化研究所などで、「琉球王国」・「ブルーゾーン沖縄」の研究に携わる。

## 研究
観光立県沖縄の振興にはブルーゾーン沖縄の長寿を支える自然だけでなく、琉球文化の理解や啓蒙が必要だと提唱している。
琉球文化の特徴は、琉球第二尚氏の始祖王「尚円」の時代にそのほとんどが成立しているという仮説から、「琉球王朝新説として第二尚氏尚円王の権力掌握を巡る新考察」を展開している。　
パイロット教官としての研究では、「空飛ぶ自動車の時代には航空機操縦免許が身近なものである必要がある」と提唱している。
これは、自身が４８才という年齢で初めて自家用機免許を取得した経験から試験に通ることを目的にした学習より、日本の空を安全に飛ぶための知識を重視している「早く安く」操縦免許を取得するという方法の提唱につながっている。
現在、各種フライトクラブや大学などでボランティアの教官も務める。

## 著書

### 共著　（琉球文化関係）
- 琉球アジア研究　第一巻第一号　荒川雅志、一石英一郎、古倉順子　らと共著[1]　（ISBN　9784910095004）
- 琉球アジア研究　第一巻第二号　荒川雅志、一石英一郎、松崎克彦、水野温子、古倉順子らと共著[2]　（ISBN　9784910095011）

### 単著　（文化関係）
- 沖縄最大のタブー琉神「尚円」[3] (ISBN 4434249371) 琉球放送65周年特別番組　　　　　　ドラマ　「尚円王」　の構想・原作　出版大賞入選作品
- 神戸「オーキッドコート」: アンドレ・プットマンとチャールズ・ムーアのデスティネーション レジデンスホテル (ISBN 4434314033) 神戸　住吉邸宅群の一つであった旧久原邸の開発・デザインに込められた意味、そこに暮らす住人の日常などをつづった作品。

### 単著　パイロット関係
- プライベート・パイロット　国内で自家用操縦ライセンスを早く安くとる方法[4]　（ISBN　4807211374）
- パイロットが考えた”空の産業革命”[5]　（ISBN　4434260995）
- 自家用操縦士スタディガイド　認定教科書　1.工学 テキスト （ISBN　4910095020）
- 自家用操縦士スタディガイド　認定教科書　2.気象 テキスト（ISBN 4910095039）
- 自家用操縦士スタディガイド認定教科書　3.通信 テキスト　（ISBN　4910095047）
- 自家用操縦士スタディガイド認定教科書　4.法規 テキスト　　（ISBN 4910095055)

## メディア
- 蓑田和男のミュージックナイト　生出演[6]
- サファイア玲子の恋せよ！お仕事　生出演
- 嵐におまかせ　ビューナイト　生出演
- 琉球新報　2017年12月13日朝刊　著者・研究者　訪問取材
- 琉球放送　ドラマ「尚円王」構想・原作[7]